# Світлова секунда
Світлова секунда  — позасистемна одиниця вимірювання довжини, що дорівнює відстані, яку світло долає за секунду. Оскільки швидкість світла у вакуумі дорівнює 299 792 458 м/с, то світлова секунда дорівнює 299 792,5 км чи 2,997925·108 м.